# ماخوندالی
ماخوندالی (به لاتین: Makhundaly) یک منطقه مسکونی در جمهوری آذربایجان است که در شهرستان حاجی‌قبول واقع شده است.